# محل الشيخ (الحديدة)

تعديل مصدري - تعديل

محل الشيخ هي إحدى قرى مديرية زبيد، التابعة لمحافظة الحديدة اليمنية، بلغ تعداد سكانها 4632 نسمة حسب الإحصاء الذي أجري عام 2004.